# Gigouillette (société)
Pour les articles homonymes, voir Gigouillette.
La Gigouillette est une société philanthropique, sous statut d'association, créée par Pierre Burard et Lucien Stengel, le 28 juin 1954. Elle est une des structures ayant été mises en place au même moment que le Mouvement Emmaüs.

## Histoire
En 1954, alors que l'Association Emmaüs se structure à Paris et l'abbé Pierre diffuse son appel radiophonique de l'hiver 1954, les futurs fondateurs de la Gigouillette, eux, occupaient déjà cette fonction depuis les années 1930, et se lancent alors officiellement sur la même projet structuré à un niveau local en créant leur association la même année. À l'époque, l'objectif est d'aider les personnes âgées qui n'avaient pas encore de retraite à cette époque. Plus tard, l'objectif fut de faire face au chômage en aidant les plus jeunes. Le siège se trouvait sur le lieu dit de la Commune libre du crot-pinçon à Clamecy (Nièvre).
À ces fins, la Gigouillette organisa différentes manifestations : Fête de la Butte, Courses cyclistes, Ramassage de ferrailles, de vieux papiers et chiffons, Vides greniers, Rifles... 

## Activités
Durant près de 75 ans, les membres de la Gigouillette ont lutté contre la misère et l’exclusion en offrant des colis alimentaires et des banquets philanthropiques. Leur champ d’intervention principal est centré sur les personnes et les familles qui vivent en dessous du seuil de pauvreté.
La Gigouillette est également intervenue ponctuellement dans le domaine de l’hébergement, de l'accès à l'énergie et aux voyages de court-séjour, de l’accompagnement social et du logement d’insertion, principalement à Clamecy ou dans le reste des Vaux d'Yonne.
L'association eu toujours une forte activité, mais dans les années 1990 elle se vide alors progressivement de ses bénévoles. Le président successeur, Bernard Stengel, met fin à la Société philanthropique le 4 février 2009,. À cette occasion La Gigouillette passe le relais à l'association locale Les Restos du Cœur.

## Acteurs
La Gigouillette a regroupé différents types d'acteurs :
- Les personnes aidées,
- Les bénévoles, chargés de tâches diverses
- Les adhérents qui déterminèrent la politique de l’association et élisent parmi eux les membres du conseil d’administration et les dirigeants de l’association.
- Les donateurs parmi eux le général Charles de Gaulle[6],[7]
- Les membres honoraires, parmi eux Charles Rigoulot, Joachim Roca[8], Charles Exbrayat, Tino Rossi[9], Victor Gautron du Coudray[10], le préfet Bernard Vaugon, le sous-préfet Jacques Josquin (président de l’Association de défense et de protection de l’enfance déficiente), Jean de Pracomtal, Jean Berthoin, Paul Bacon, Michel Maurice-Bokanowski, René Brouillet, le préfet et Conseiller d'État Jean Riolacci, le préfet Jean Brenas, le sénateur Pierre Barbier (homme politique), le Député Bernard Bardin, le préfet Gaston Pontal, le préfet Maurice Picard, Achille Zavatta et son Super-Circus, Jacques Hélian, le trio Chimbos, Patrick Raynal, Jean Nohain, Maurice Mignon, Christian Dauriac, Maryse Martin, Georges Perraudin (résistant), Marcel Perroncel (architecte), Alain Colas[11], Laurent Terzieff, Roger Kahane, Robert Bozzi (cinéaste), Jotine, les Gille de Mons, les funambules Comillos, le Cirque Amar[12] et son célèbre dompteur Wolfgang Holzmair, Mado Taylor, la Commune libre de Montmartre[13] (jumelage), la commune d'Épesses, le Racing Club de Roanne XIII, la fondation Dranem, le tyneside irish folkdance society, la Radiodiffusion-télévision française de Lyon, etc.

Les membres étaient alors décorés, soit en qualité de chevalier, officier, grand-officier ou commandeur, d'un taste-vin personnalisé en Faïence de Clamecy, attaché par un cordon jaune et bleu aux couleurs de la ville de Clamecy.

## Honneurs
Les présidents-fondateurs Lucien Stengel et Pierre Burard furent décorés de la Médaille de la Ligue universelle du Bien Public en 1972. Ils furent également remerciés par le Général Charles de Gaulle, lors de son passage à Clamecy le 16 avril 1959.
Le président suivant Bernard Stengel fut décoré des Palmes d'or du bénévolat de la Fondation du bénévolat en 2016.
Certains objets retraçant l'histoire de cette association sont actuellement conservés au Musée d'Art et d'Histoire Romain Rolland.

## Origine du termeGigouillette
On remettait, au début du XXe siècle, le cordon de la « Grande Gigouillette rose » ou du « Grand Riquiqui vert », aux sous-officiers à l'occasion de festivités organisées dans les mess ou  cercles